# False Pass
Pour les articles homonymes, voir False Pass et False.
False Pass est une localité d'Alaska aux États-Unis dans le borough des Aléoutiennes orientales dont la population était de 35 habitants en 2010.

## Situation - climat
Elle est située sur l'extrémité est de l'île Unimak sur un isthme qui relie le golfe de l'Alaska dans l'océan pacifique et la mer de Béring, à 1 040 km au sud-ouest d'Anchorage.
Les températures vont de 13 °C en été à −12 °C en hiver, elle est balayée par de forts vents pendant l'hiver et le brouillard est fréquent l'été.

## Histoire - activités
Son nom provient du fait que du côté de la Mer de Béring, le passage est peu profond, et ne convient pas aux bateaux de fort tonnage. L'endroit a été occupé au début du XXe siècle par un entrepreneur qui ensuite a ouvert une conserverie de poisson en 1917, ce qui a entraîné un afflux de population venu y travailler. La poste a ouvert en 1921. L'usine a fonctionné jusqu'en 1981 où elle a été détruite par un incendie et n'a pas été reconstruite.
Actuellement, la localité vit de la pêche commerciale, et demeure un lieu d'approvisionnement en carburant pour les bateaux de pêche qui opèrent dans la baie de Bristol et dans la mer de Béring.
Les transports se font uniquement par bateau et par hydravion.

## Démographie
| 1930 | 1940 | 1950 | 1960 | 1970 | 1980 |
| ---- | ---- | ---- | ---- | ---- | ---- |
| 59   | 88   | 42   | 41   | 62   | 70   |

| 1990 | 2000 | 2010 | - | - | - |
| ---- | ---- | ---- | - | - | - |
| 68   | 64   | 35   | - | - | - |

## Sources et références
- (en) CIS

- (en) Cet article est partiellement ou en totalité issu de l’article de Wikipédia en anglais intitulé « False Pass, Alaska » (voir la liste des auteurs).

1. ↑  « Statistiques des États-Unis - Alaska - Profils des communautés de 2010 » (consulté en novembre 2020)

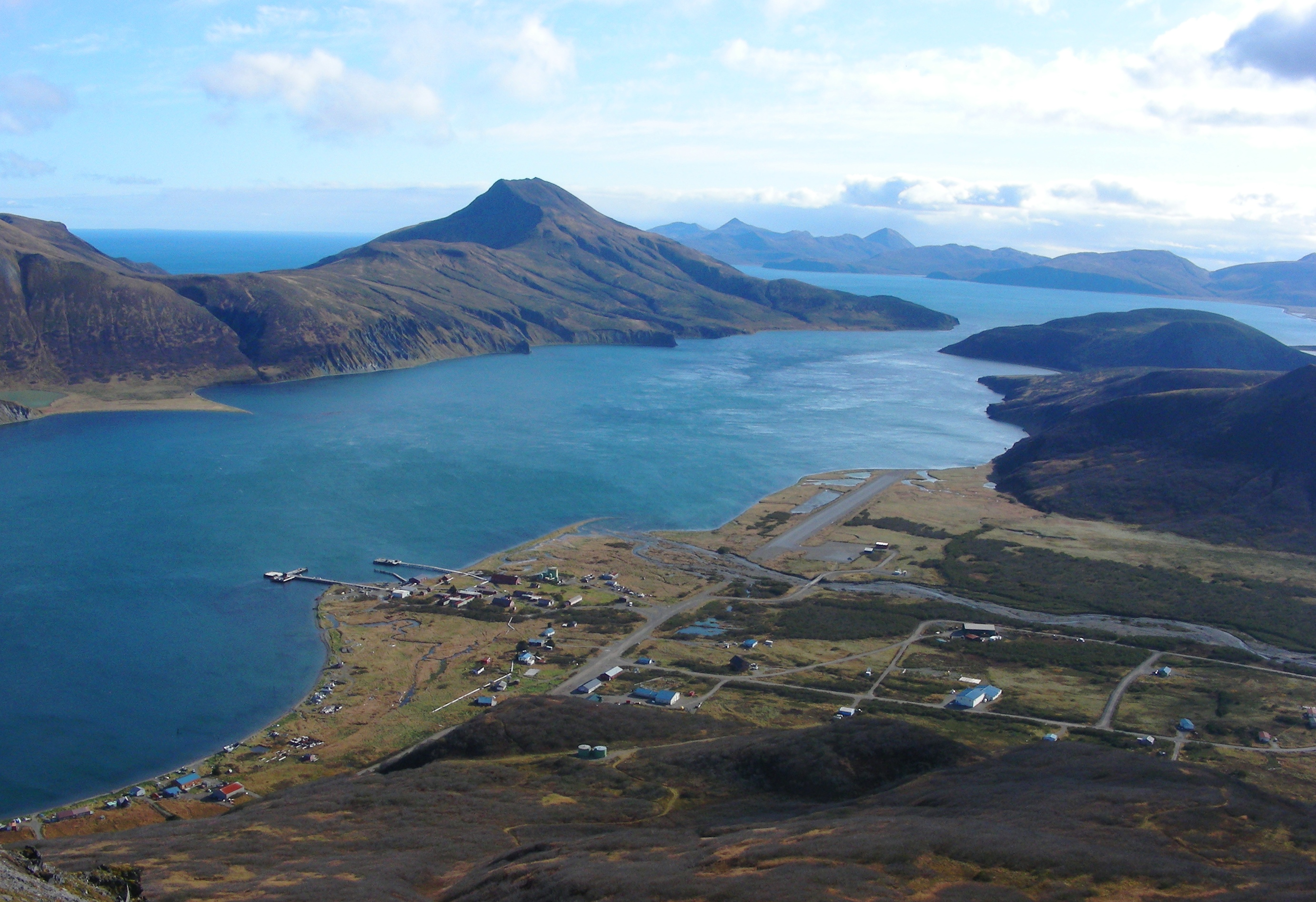
False Pass vu du sud
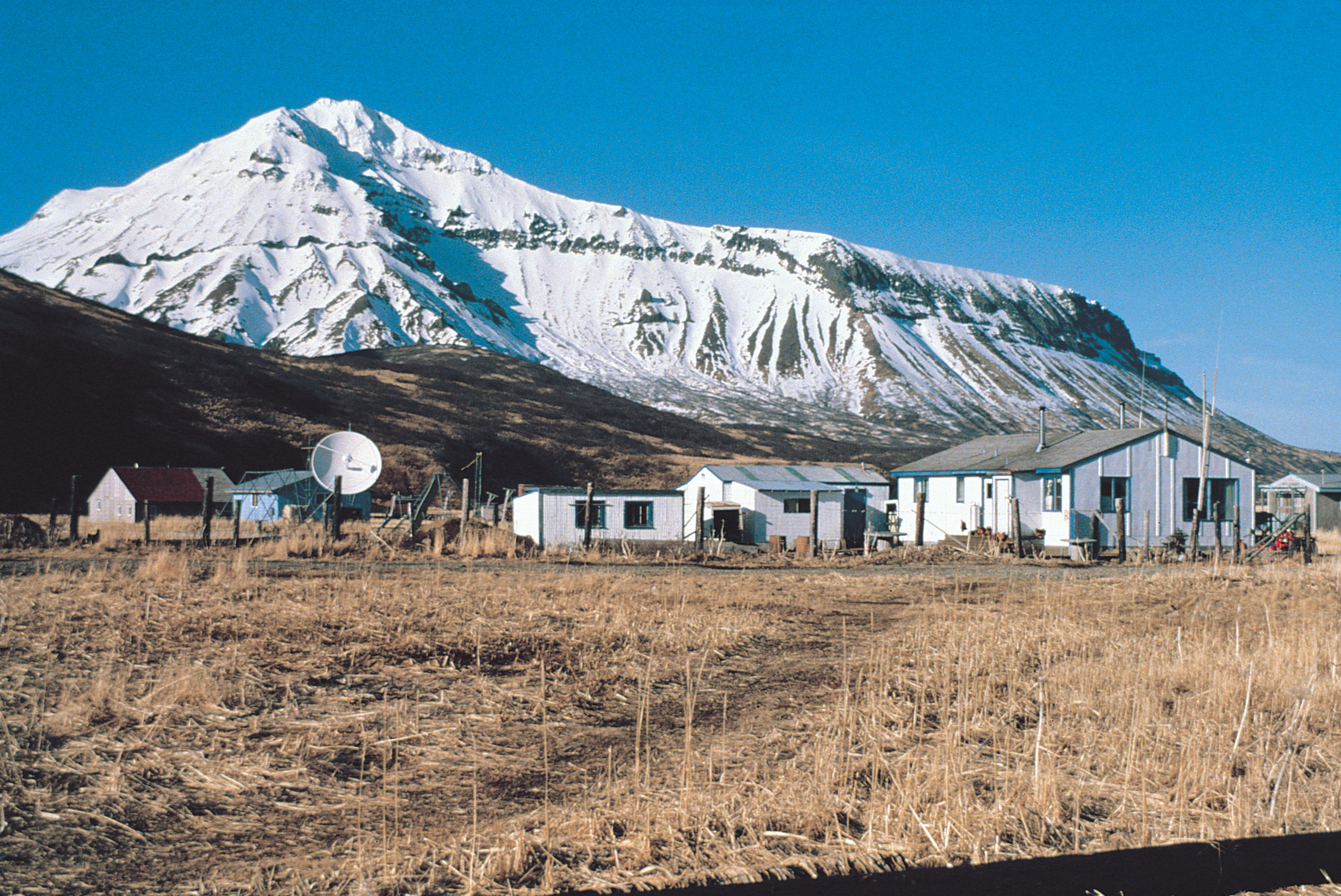
Vue du nord
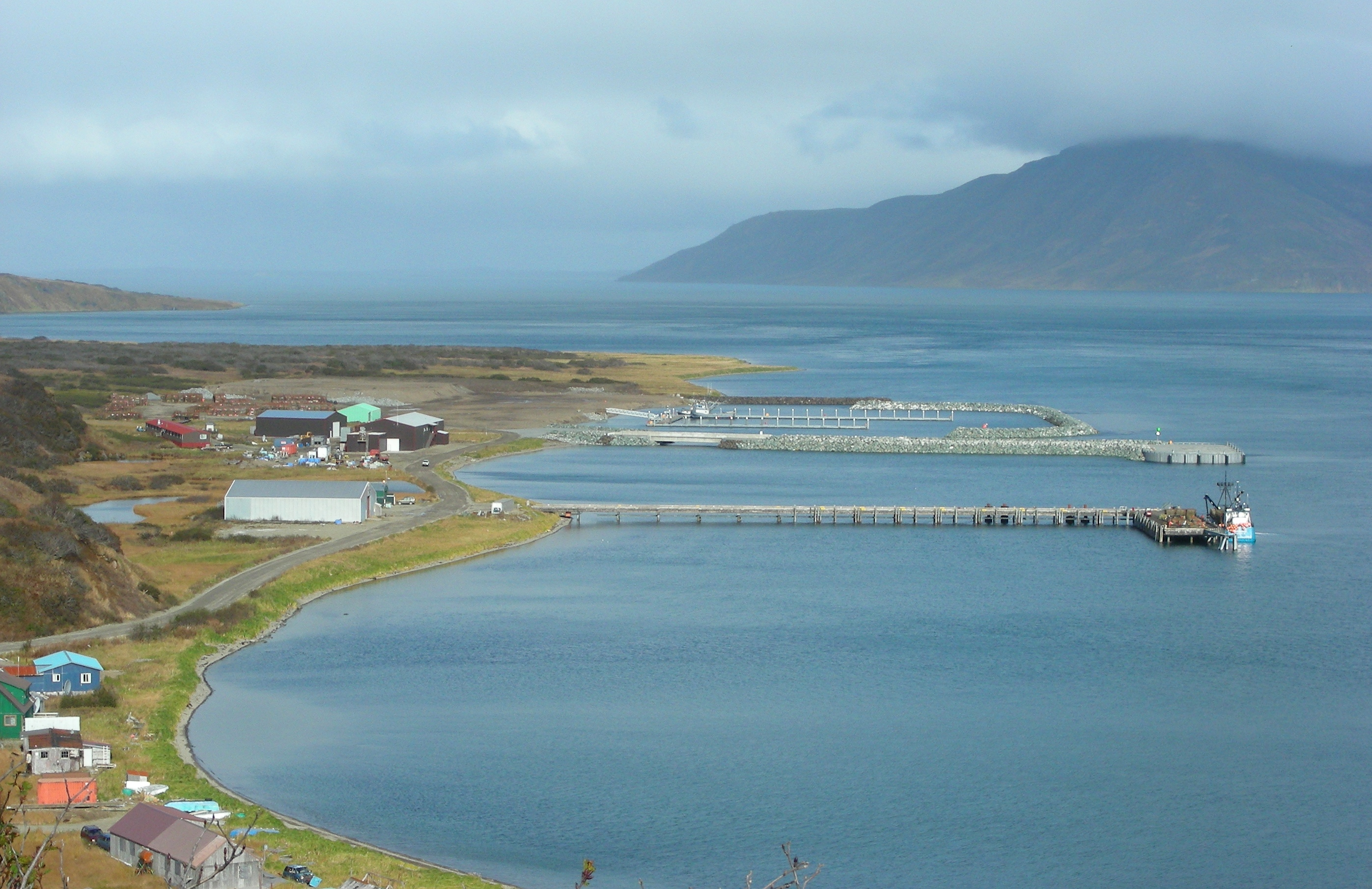
Le port
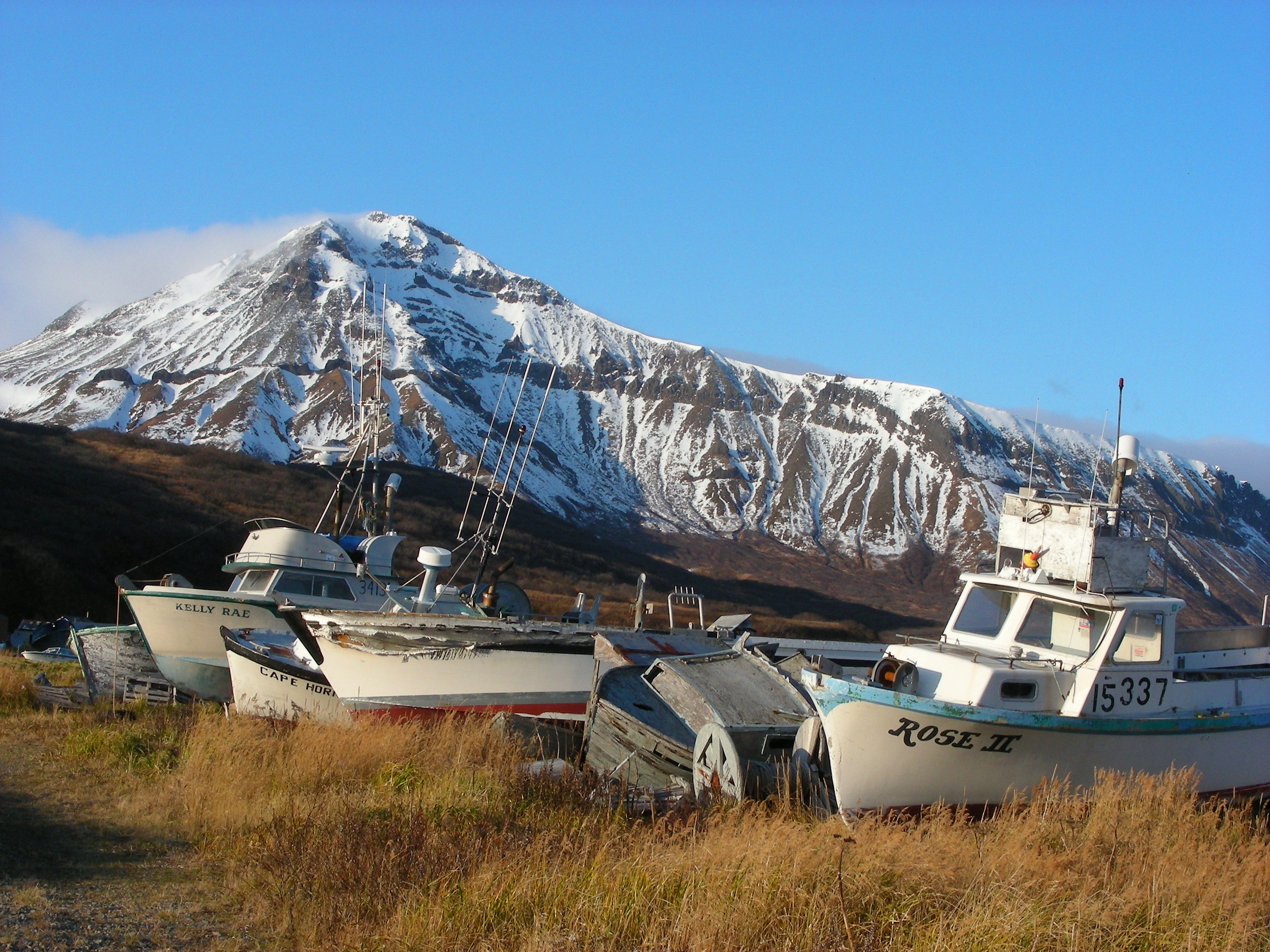
Bateaux pour la pêche au saumon
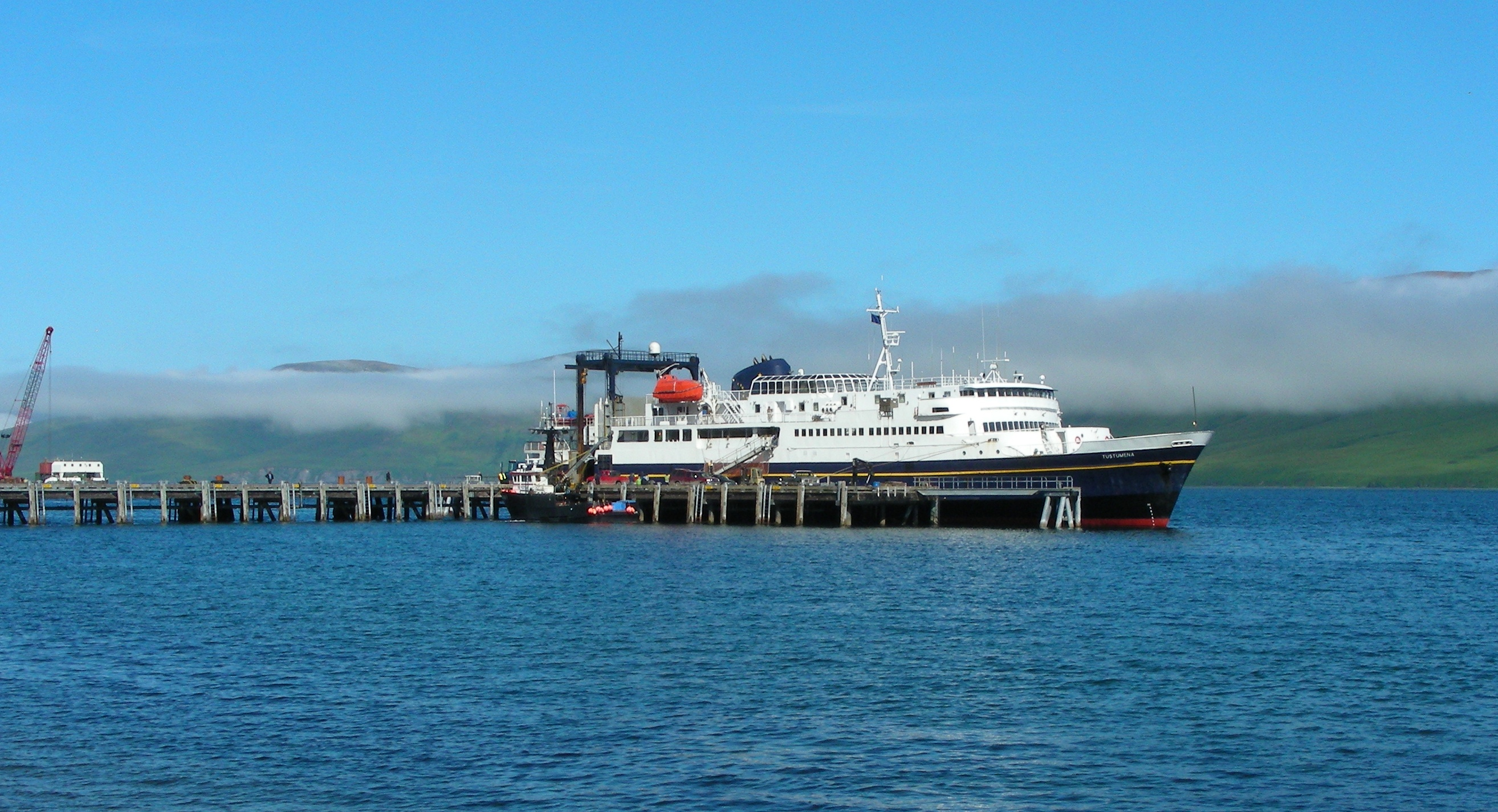
Le ferry de Tstamena
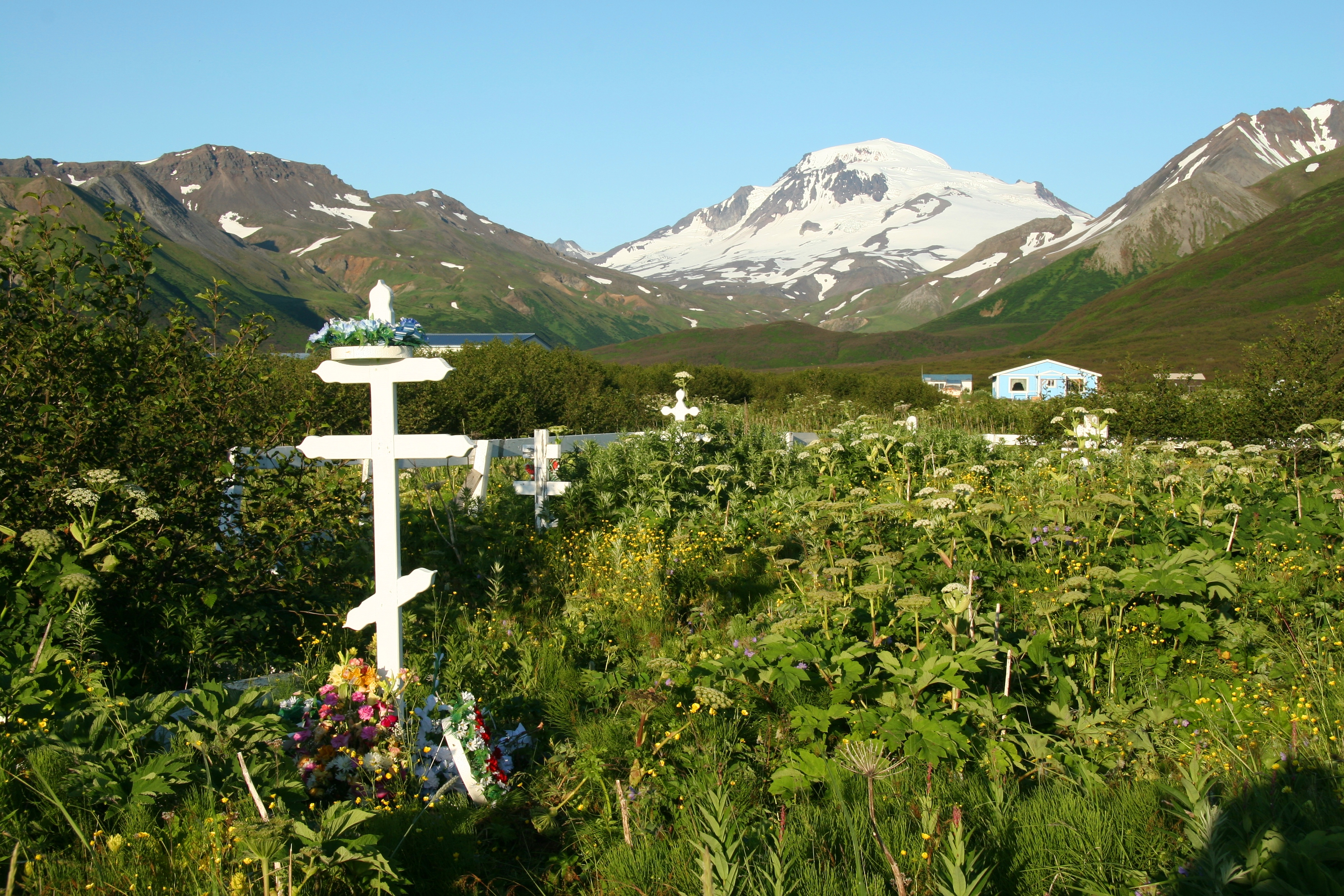
le cimetière
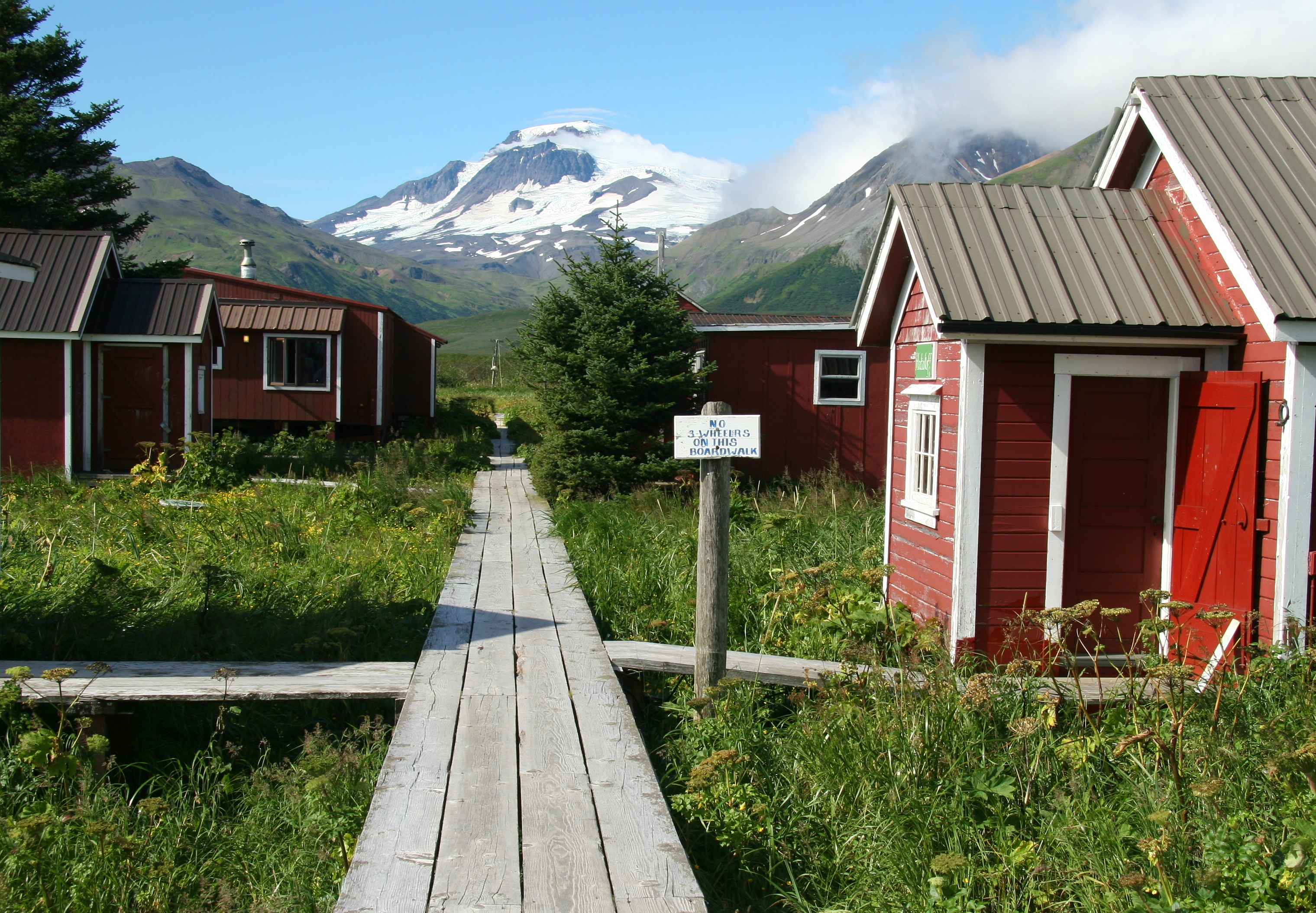
Habitations